# Liste der Monuments historiques in Haussy
Die Liste der Monuments historiques in Haussy führt die Monuments historiques in der französischen Gemeinde Haussy auf.

## Liste der Bauwerke
| Bezeichnung | Beschreibung | Standort                   | Kennzeichnung | Schutzstatus | Datum | Bild |
| ----------- | ------------ | -------------------------- | ------------- | ------------ | ----- | ---- |
| Motte       | Mittelalter  | Rue Charles-Azambre (Lage) | PA00107548    | Classé       | 1978  |      |